# Reprezentacja Wielkiej Brytanii na Mistrzostwach Świata w Narciarstwie Klasycznym 2007
Reprezentacja Wielkiej Brytanii na Mistrzostwach Świata w Narciarstwie Klasycznym 2007 liczyła 1 sportowca. Najlepszym wynikiem było 73. miejsce Alana Easona w sprincie mężczyzn.

## Medale

### Złote medale
Brak

### Srebrne medale
Brak

### Brązowe medale
Brak

## Wyniki

### Biegi narciarskie mężczyzn
Sprint
- Alan Eason - 73. miejsce

Bieg na 15 km
- Alan Eason - 107. miejsce